# 因德雷·索罗凯特
因德雷·索罗凯特（1988年7月2日—），身高1.83公尺，生于立陶宛考那斯，意大利女子排球运动员。她曾代表意大利国家队参加2020年夏季奥林匹克运动会排球比赛，结果队伍在八强赛不敌塞尔维亚，未能进入四强。